# 小島町 (調布市)

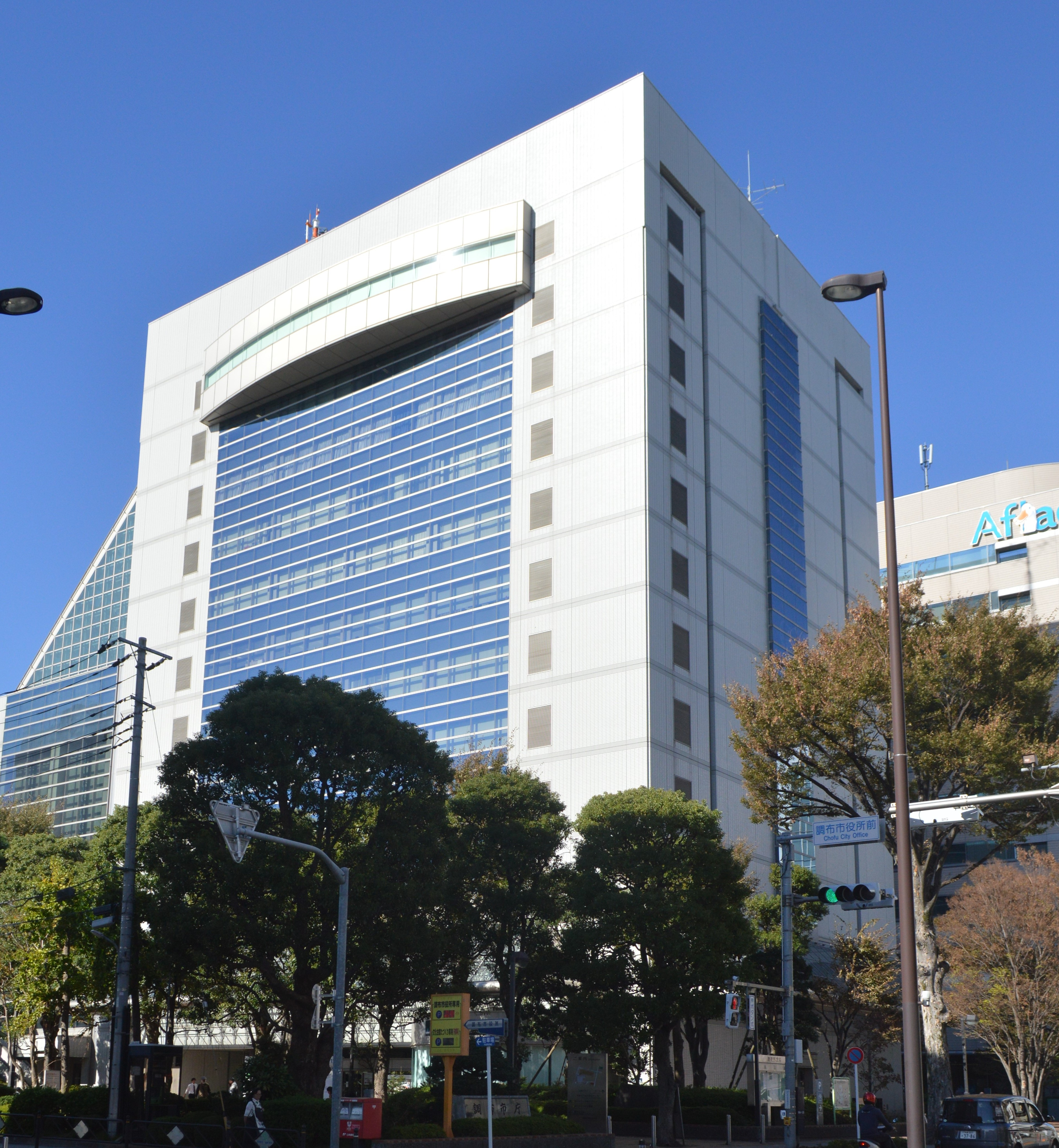
調布市文化会館たづくり

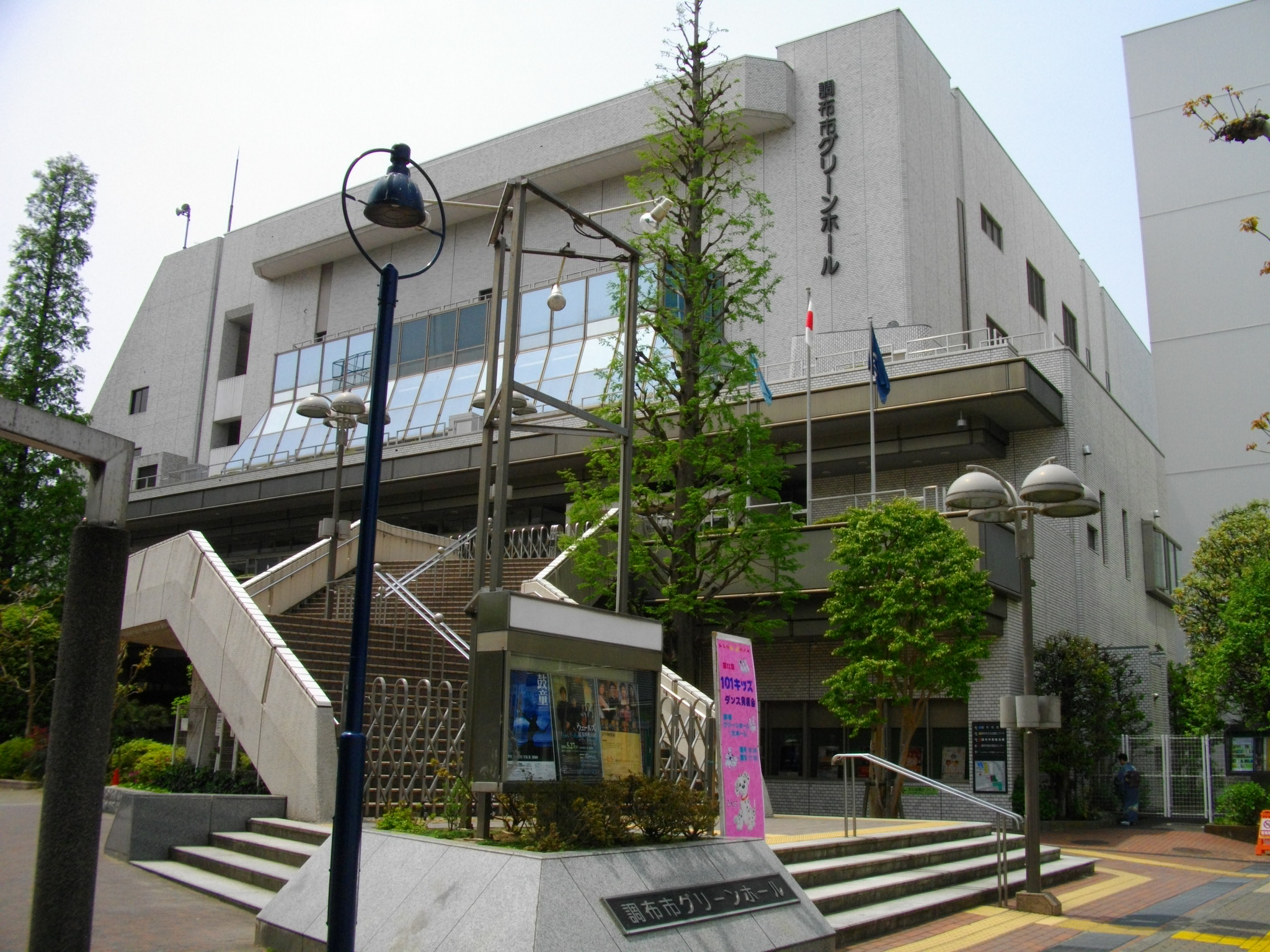
調布市グリーンホール

小島町（こじまちょう）は、東京都調布市の町名。現行行政地名は小島町一丁目から小島町三丁目。郵便番号は182-0026。

## 地理
調布市の中央部に位置する。
東側から時計回りに、調布市布田、調布市多摩川、調布市下石原、調布市富士見町、調布市調布ヶ丘、に隣接する。
京王線調布駅に近く、調布市役所とそれに隣接する調布市グリーンホール、調布市文化会館たづくりなどがあり、調布市の中心的な地域である。また調布パルコやトリエ京王調布B館・C館などの大規模商業施設も立地する（トリエ京王調布A館は布田4丁目にある）。
現在の三丁目に当たる場所（角川大映スタジオの北側）には、大正期には遊園地「玉華園」があり、戦後その跡地には競輪選手の養成機関であった日本競輪学校（開設当初の名称は「日本サイクリストセンター」）があった。

## 施設

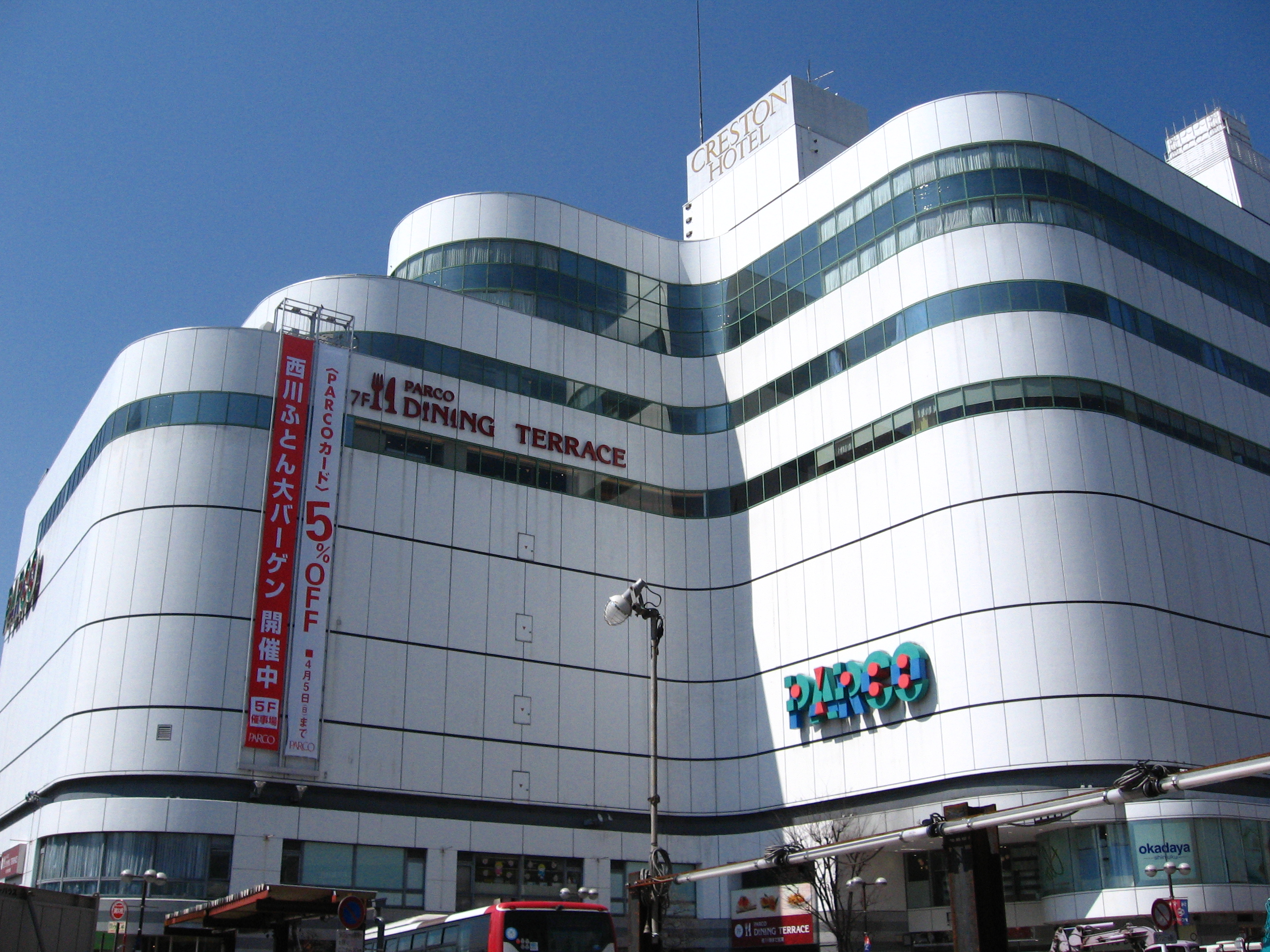
調布パルコ
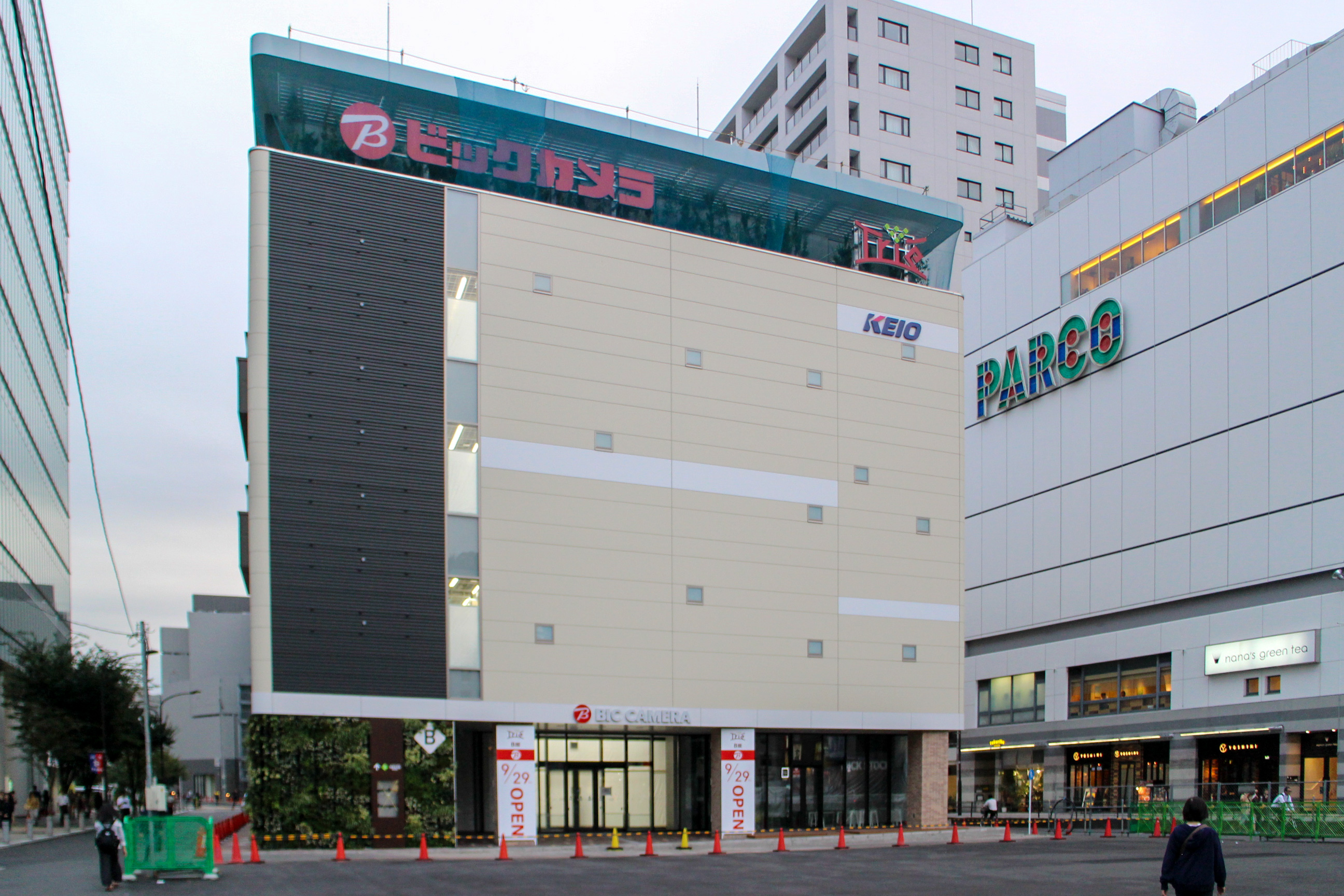
トリエ京王調布B館（ビックカメラ京王調布店）
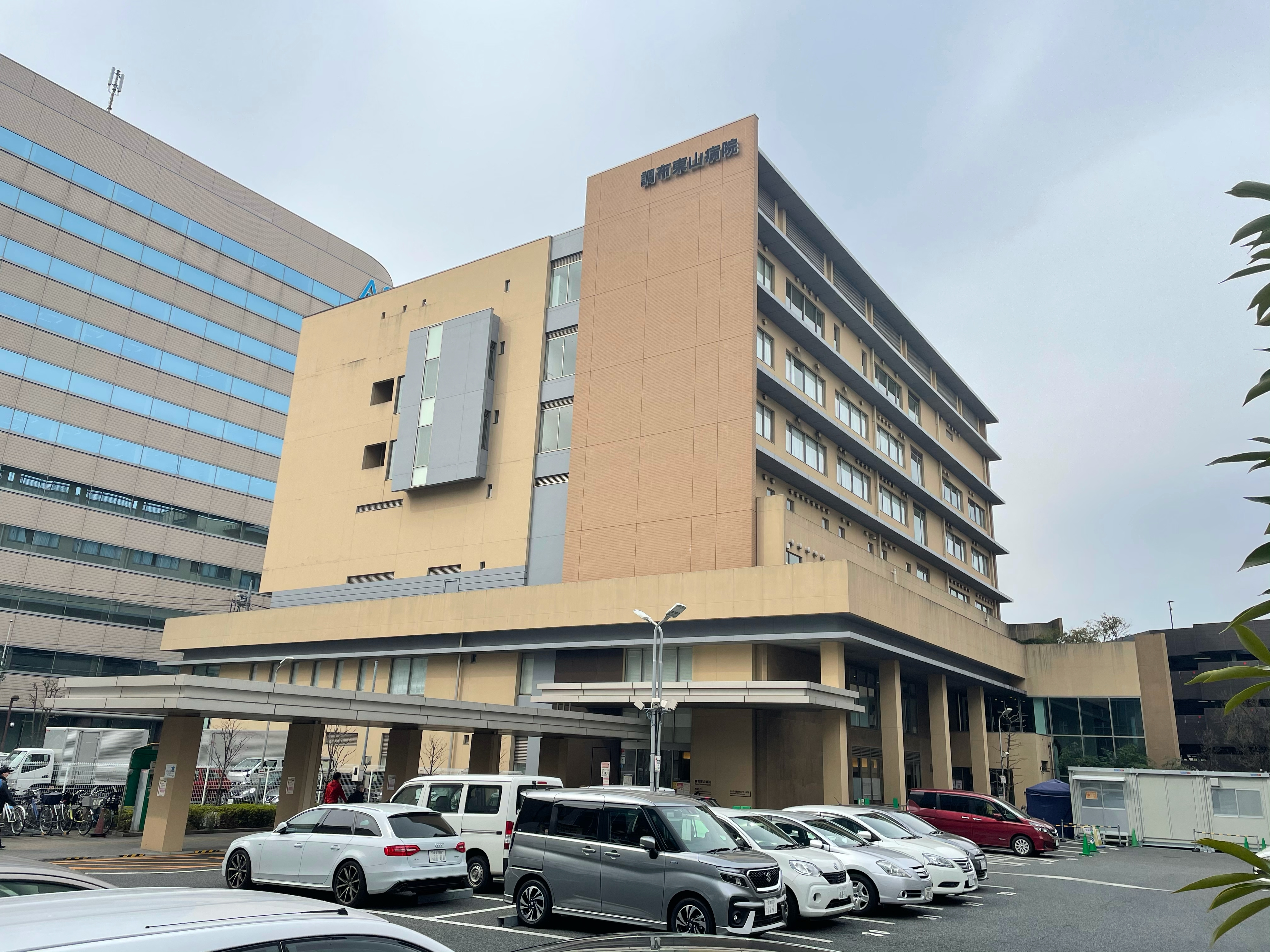
調布東山病院
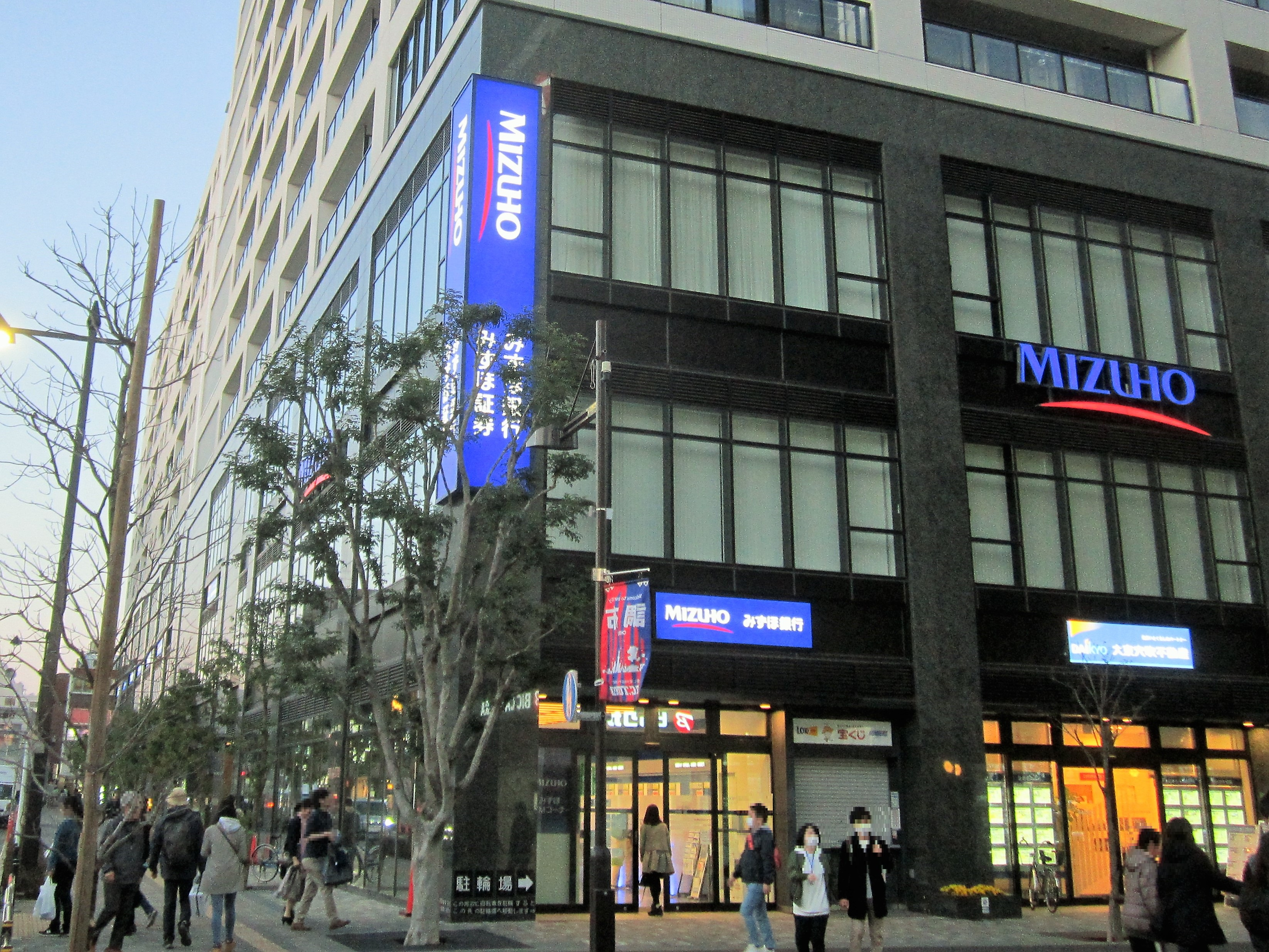
みずほ銀行調布支店

## 交通

### 鉄道
| 隣接する街区の駅                     |
| ------------------------------------ |
| 京王線・京王相模原線 - 調布駅(KO 18) |

- 調布駅は布田4丁目にあるが、小島町との境界付近に位置する。

### バス
- 京王バス京王バス調布営業所 が隣接街区に存在し各路線を運行。
- 小田急バス狛江営業所が隣接街区に存在し各路線を運行。
- 調布駅前の交通広場（北口・南口バス乗り場）の一部は小島町にまたがる。